# 坂口昂
坂口 昂（さかぐち たかし、明治5年1月15日（1872年2月23日） - 昭和3年（1928年）1月28日）は、西洋史学者。 

## 経歴
1872年、兵庫県有馬郡日西原村（現・神戸市）生まれ。1894年、帝国大学を卒業した。
1907年、京都帝国大学文学部助教授に就任。原勝郎とともに西洋史学講座を創設し、後進の育成にあたった。ドイツ、フランスに留学ののち、1912年に教授昇進。1924年からは文学部長をつとめた。

## 研究内容・業績
- 古代ギリシャ・ローマ史を専門とした。

## 著書
- 『中等教育西洋史教科書』編 開成館 1913
- 『世界に於ける希臘文明の潮流』文会堂書店 1917
- 『概観世界史潮』岩波書店 1920
- 『歴史家の旅から』内外出版 1923 のち中公文庫
- 『ルネッサンス史概説 フロレンス及びローマを中心として』岩波書店 1930
- 『世界史論講』岩波書店 1931
- 『独逸史学史』岩波書店 1932

### 翻訳
- ルートヴィヒ・リース『世界史の使命』安藤俊雄共訳 岩波書店 1922 史学叢書
- エルンスト・ベルンハイム『歴史とは何ぞや』小野鉄二共訳 岩波書店 1922 のち文庫

## 参考
- 朝日日本歴史人物事典